# Kabinett Enoksen V
Das Kabinett Enoksen V war die 15. Regierung Grönlands.

## Entstehung
Am 30. April 2007 warf Hans Enoksen die Inuit Ataqatigiit aus der Dreierkoalition. Dem waren Streitigkeiten um ein Fischereigesetz vorausgegangen. Obwohl die Koalition noch eine knappe Mehrheit hatte, sagten die Demokraatit der Regierung ihre Unterstützung zu. Abgesehen von den Ministerien der Inuit Ataqatigiit wurden keine Änderungen an der Zusammensetzung der Regierung vorgenommen. Lars Emil Johansen übernahm das Ministerium von Josef Motzfeldt und Arĸalo Abelsen das von Agathe Fontain.
Lars Emil Johansen trat bereits nach einem Monat zurück, weil er ins Folketing gewählt worden war und kein Doppelmandat annehmen durfte. Drei Wochen später wurde sein Ministerium von Aleqa Hammond übernommen, deren bisheriges Ministerium zwischen Hans Enoksen und Tommy Marø aufgespalten wurde. Im September 2008 trat Aleqa Hammond aus Unzufriedenheit mit der Politik der Regierung zurück und wurde von Per Berthelsen ersetzt. Am 7. November 2008 ersetzte Naja Petersen den zurückgetretenen Arĸalo Abelsen.

## Kabinett
| Minister                      | Ministerium                                      | Anmerkung                                                   |
| ----------------------------- | ------------------------------------------------ | ----------------------------------------------------------- |
| Hans Enoksen (Siumut)         | Premierminister                                  | bis zum 30. Mai 2007                                        |
| Hans Enoksen (Siumut)         | Premierminister und Finanzen                     | vom 30. Mai 2007 bis zum 18. Juni 2007 (interim)            |
| Hans Enoksen (Siumut)         | Premierminister und Justiz                       | ab dem 18. Juni 2007                                        |
| Hans Enoksen (Siumut)         | Premierminister und Justiz, Finanzen und Äußeres | vom 22. September 2008 bis zum 26. September 2008 (interim) |
| Arĸalo Abelsen (Atassut)      | Gesundheit und Umwelt                            | bis zum 7. November 2008                                    |
| Per Berthelsen (Siumut)       | Finanzen und Äußeres                             | ab dem 26. September 2008                                   |
| Lars Emil Johansen (Siumut)   | Finanzen und Äußeres                             | bis zum 30. Mai 2007                                        |
| Aleqa Hammond (Siumut)        | Familie und Justiz                               | bis zum 30. Mai 2007                                        |
| Aleqa Hammond (Siumut)        | Familie, Justiz und Äußeres                      | vom 30. Mai 2007 bis zum 18. Juni 2007 (interim)            |
| Aleqa Hammond (Siumut)        | Finanzen und Äußeres                             | vom 18. Juni 2007 bis zum 22. September 2008                |
| Siverth K. Heilmann (Atassut) | Erwerb, Arbeitsmarkt und Berufsbildung           |                                                             |
| Finn Karlsen (Atassut)        | Fischerei, Jagd und Landwirtschaft               |                                                             |
| Kim Kielsen (Siumut)          | Wohnungswesen, Infrastruktur und Rohstoffe       |                                                             |
| Tommy Marø (Siumut)           | Kultur, Bildung, Forschung und Kirche            | bis zum 18. Juni 2007                                       |
| Tommy Marø (Siumut)           | Kultur, Bildung, Forschung, Kirche und Familie   | ab dem 18. Juni 2007                                        |
| Naja Petersen (Atassut)       | Gesundheit und Umwelt                            | ab dem 7. November 2008                                     |